# Belmont Estates
Belmont Estates è un census-designated place (CDP) degli Stati Uniti d'America, situato nello stato della Virginia, nella contea di Rockingham. Secondo il censimento del 2020 gli abitanti di Belmont Estates ammontavano a 1263.